# Lâmpada Yablochkov
A lâmpada Yablochkov é um tipo de lâmpada de arco, destinada a ser usada em sistemas de iluminação pública, inventada em 1876, pelo russo Pavel Yablochkov (também grafado Paul Jablochkoff).